# Ernest Desjardins
Antoine Émile Ernest Desjardins (Noisy-sur-Oise, 30 settembre 1823 – Parigi, 22 ottobre 1886) è stato un epigrafista, archeologo e geografo francese.

## Biografia
Era il fratello minore dello storico Abel Desjardins (1814-1886). Nel 1856 iniziò a insegnare epigrafia in latino al Lycée Henri-IV di Parigi e dal 1861 insegnò geografia all'École normale supérieure. Da diversi anni condusse delle ricerche archeologiche in Italia, Egitto e nelle regioni che passano lungo il Danubio. Nel 1875 diventò membro della Académie des Inscriptions et Belles-Lettres. Nel 1886 fu nominato professore di epigrafia e di antichità romane presso la Collège de France.

## Opere principali
- Atlas geographique de l'Italie ancienne, : composé de sept cartes et d'un dictionnaire de tous les noms qui y sont contenus, 1852.
- Essai sur la topographie du Latium, 1854.
- Le Pérou avant la conquête espagnole, d'après les principaux historiens originaux, 1858.
- Publication des oeuvres complètes de Bartolomeo Borghesi, 1861.
- Le grand Corneille, historien, 1862 .
- Aperçu historique sur les embouchures du Rhône, travaux anciens et modernes, 1866.
- Les Juifs de Moldaviem, 1867.
- Rapport sur les deux ouvrages de bibliographie américaine de M. Henri Harrisse, 1867.
- Géographie de la Gaule d'après la Table de Peutinger, 1869.
- Rhone et Danube. Nouvelles observations sur les fosses Mariennes et le canal du Bas-Rhone, 1870.
- Géographie historique et administrative de la Gaule romaine, (con Auguste Longnon) 1876.[4]